# 第二系統效應
第二系統效應（英語：second-system effect），又稱第二系統症候群（英語：second-system syndrome），由佛瑞德·布魯克斯在《人月神話》中提出的經驗概括。它認為，在完成一個小型、優雅而成功的系統之後，人們傾向於對下一個計畫有過度的期待，可能因此建造出一個巨大、有各種特色的怪獸系統。第二系統效應可能造成軟體專案計畫過度設計，產生太多變數，過度複雜，無法達成期待，並因而失敗。